# Matzerath (Erkelenz)
Matzerath ist eine ländliche Ortschaft im Stadtgebiet von Erkelenz (Kreis Heinsberg). Der Ort hat 391 Einwohner (Stand 31. Dezember 2016).

## Geographie

### Lage
Matzerath liegt in der Erkelenzer Börde.
Jahrhundertelang befand sich ein Teich in der Ortsmitte, die so genannte Maar. 1934 wurde sie zugeschüttet.

### Nachbarorte
Das Dorf liegt ca. 2 km westlich von Erkelenz.
Zwischen Matzerath und Erkelenz entsteht seit dem Jahre 2004 das neue Baugebiet Oerather Mühlenfeld.

## Geschichte

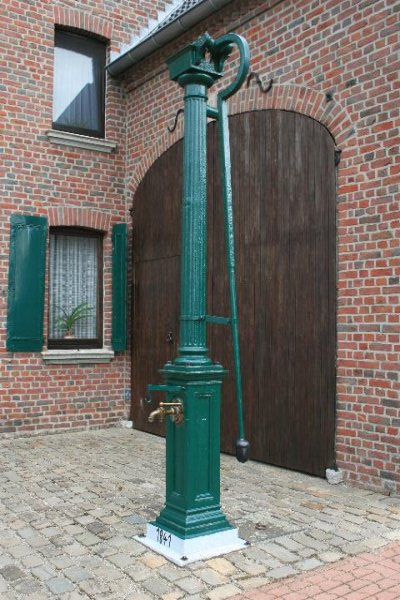
Wasserpumpe, erbaut 1841

1212 wurde der Ort erstmals als Machenroide erwähnt. 1453 wird er Matzenroide, 1554 Matzenraid und 1656 Matzenrath genannt.
Matzerath gehörte im Mittelalter und in der frühen Neuzeit zum Gericht Kleingladbach. Landesherr war zunächst der Graf von Wassenberg. Nach etlichen Besitzwechseln fiel 1494 die Herrschaft Wassenberg an das Herzogtum Jülich. Wassenberg war nun ein eigener Verwaltungsbezirk, ein so genanntes Amt.
1794, als Frankreich das Rheinland besetzte, wurde Matzerath Mairie (Bürgermeisterei).
Unter der preußischen Regierung wurde Matzerath 1815/1816 Spezialgemeinde in der Bürgermeisterei Kleingladbach im Landkreis Erkelenz. Bis 1817 lag der Verwaltungssitz in Matzerath. Im weiteren Verlauf des 19. Jahrhunderts bildeten die beiden Gemeinden Matzerath und Kleingladbach die Bürgermeisterei Kleingladbach.
1935 verlor Matzerath den Status der Gemeinde und kam zur neuen Gemeinde Golkrath. Damals umfasste Matzerath 238,22 ha. Golkrath wiederum gehörte zum neuen Amt Erkelenz-Land.
Amerikanische Soldaten des 334. Regiments der 84. Infanterie-Division der 9. US-Armee nahmen am 26. Februar 1945 das Dorf während der Operation Grenade nach Überquerung der Rur ein.
Am 1. Januar 1972 kam Matzerath zusammen mit Golkrath schließlich zur Stadt Erkelenz.

### Ortsnamen
Das Wort -rath im Ortsnamen zeigt an, dass es sich um einen Rodungsnamen handelt. Siedlungen dieser Epoche sind im Erkelenzer Raum zwischen dem 9. und 11. Jahrhundert entstanden.
Das Bestimmungswort könnte den Personennamen Macco enthalten.

### Religion

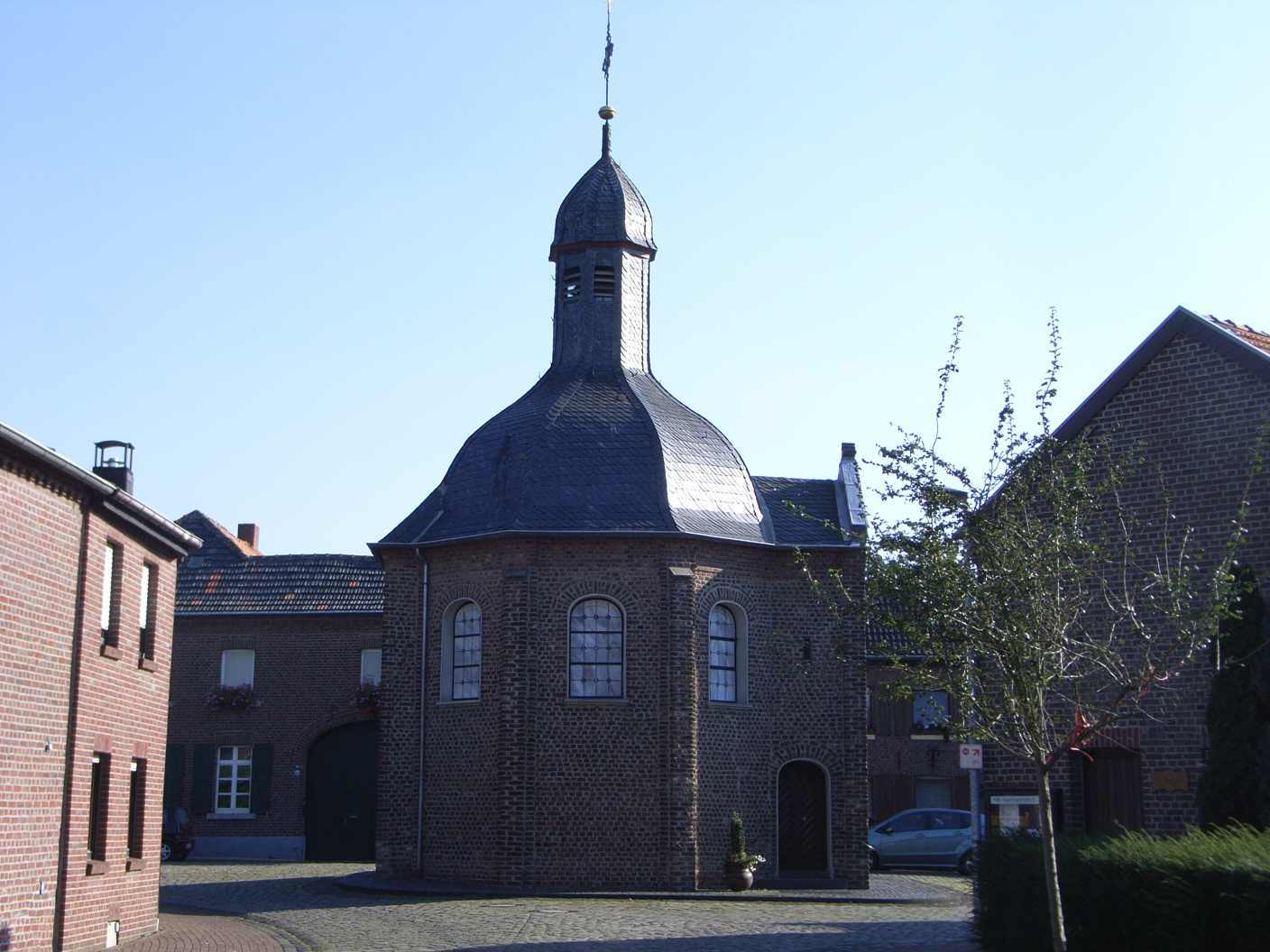
Kapelle St. Josef auf dem Matzerather Domplatz

Die Bevölkerung ist mehrheitlich römisch-katholisch.
Kirchlich gehörte Matzerath bis 1558 zur Pfarre Schwanenberg. Da dieser Ort in der Reformationszeit evangelisch wurde, kam Matzerath zur Pfarre Erkelenz.
1694 stiftete der Vikar Peter Gehlen den Bau einer dem Hl. Josef geweihten Kapelle.
Enge wirtschaftliche Beziehungen bestanden zum nahegelegenen Kreuzherrenkloster Hohenbusch, das 1802 252 Morgen Ackerland im Gebiet von Matzerath besaß, des Weiteren erhielt es auch den Zehnten von 480 Morgen.

### Einwohnerentwicklung
| Jahr | 1814 | 1874 | 1925 | 1980 | 1990 | 2005 | 2009 | 2010 | 2020 |
| ---- | ---- | ---- | ---- | ---- | ---- | ---- | ---- | ---- | ---- |
| Ew.  | 280  | 340  | 295  | 348  | 367  | 365  | 344  | 352  | 403  |

## Sehenswürdigkeiten

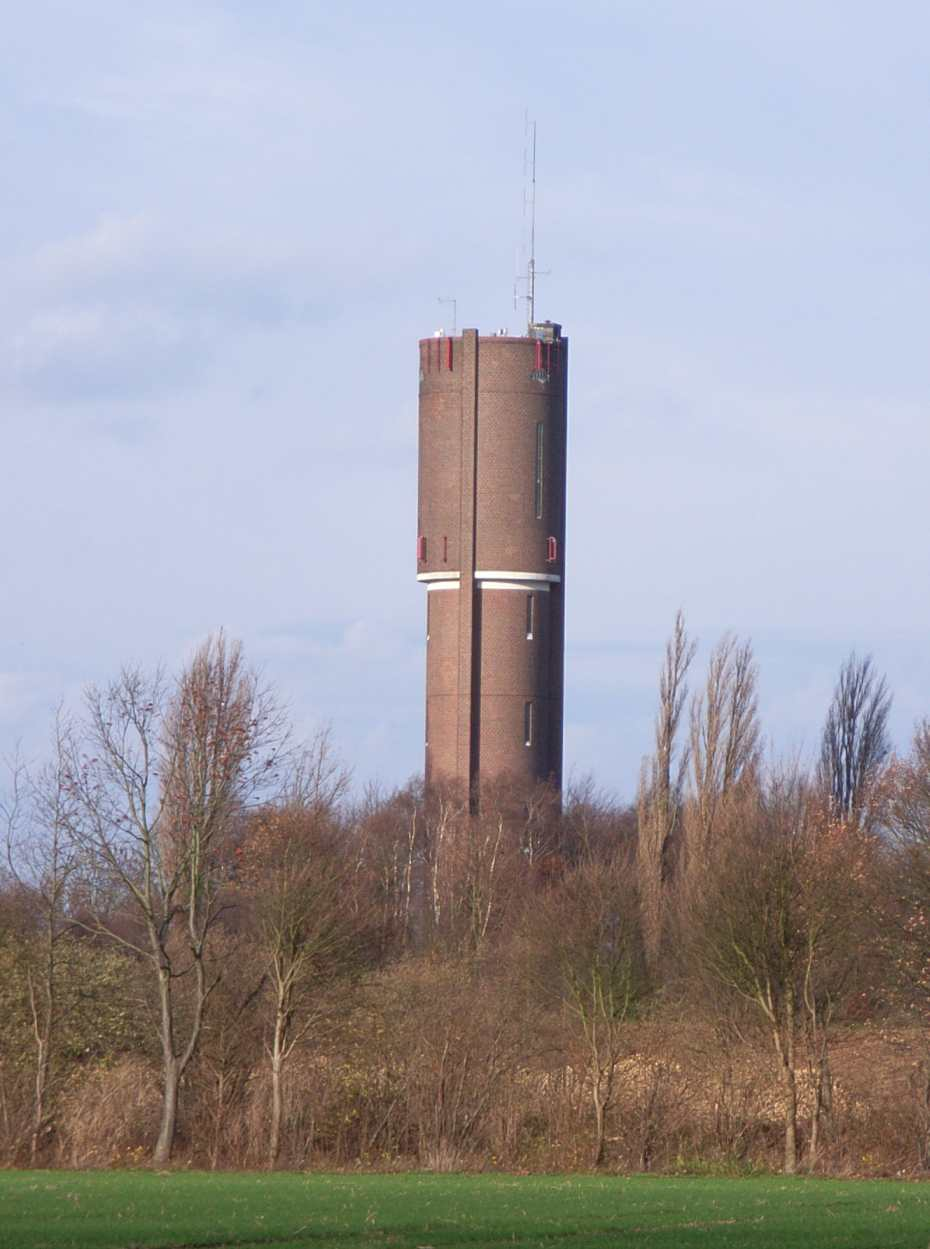
Matzerather Wasserturm

- Kapelle St. Joseph, ein Achteckbau von ca. 7 m Durchmesser mit einem geschweiften Schieferdach aus dem Jahr 1696. In der Kapelle befindet sich ein barocker Altar.
- Der denkmalgeschützte Matzerather Wasserturm steht südlich des Dorfes an der Landstraße nach Houverath. Der 32 Meter hohe Ziegelbau wurde 1934 errichtet und ist bis heute in Betrieb. Der Wasserbehälter aus Stahlbeton fasst 300 m³.

## Infrastruktur
- Freiwillige Feuerwehr Erkelenz, Löschgruppe Matzerath
- Jugendheim

## Verkehr

### Fahrrad
Ein Radweg führt von Matzerath nach Erkelenz. Die Mispelbaumtour verläuft durch das Dorf.

### Busverkehr
Die AVV-Buslinie 406 der WestVerkehr verbindet Matzerath wochentags mit Erkelenz, Hückelhoven und Linnich.
Zudem verkehrt der Multi-Bus seit dem 9. Juni 2024 kreisweit erweitert und zu einheitlichen Bedienzeiten. Mehr Informationen gibt es bei WestVerkehr.
| Linie | Verlauf |
| ----- | --- |
| 406   | Erkelenz Bf – Matzerath – Houverath – Golkrath – Kleingladbach – (Ratheim – Millich –) Hückelhoven – Hilfarth – Brachelen – (Lindern Kirche → Lindern Bf → Linnich Markt) / (Linnich Schulzentrum –) Linnich-SIG Combibloc |

### Straßen
Zwei Straßen verlaufen direkt an dem Dorf vorbei, im Süden die Landstraße von Erkelenz nach Hückelhoven, im Westen die Straße von Hetzerath nach Schwanenberg. Die Autobahn A 46 verläuft ebenfalls im Süden.

## Persönlichkeiten
- Peter Gehlen, Stifter der Kapelle
- Franz-Josef Pangels, Abgeordneter der CDU im Landtag von Nordrhein-Westfalen (1990–2004)